# Fridrich II. Bádenský (1333)
Fridrich II. Bádenský (zemřel 22. června 1333) byl od roku 1291 do své smrti markrabětem z Baden – Eberstein. Jeho rodiči byli Heřman VII. Bádenský a Anežka z Trunhendingen.
Dvakrát se oženil. Poprvé před 16. říjnem 1312 s Anežkou z Weinbergu. Po její smrti v roce 1320 si vzal za ženu Markétu z Vaihingenu. Měl několik dětí:
- Heřman IX. Bádenský
- Fridrich
- Anežka
- Irmengarda
- Marie

Syn Heřman byl z prvního manželství. Není jasné, ze kterého manželství se narodily ostatní děti.